# Lesteva barsevskisi
Lesteva barsevskisi (лат.) — вид жуков-стафилинид из подсемейства Omaliinae. Средняя Азия (Таджикистан). Длина взрослых жуков 3,6—3,8 мм. Основная окраска коричневая. От близких видов отличается небольшими поперечными вдавлениями на переднеспинке и округлыми задними краями надкрылий. Глаза крупные, длиннее висков. Переднеспинка поперечная, широкая, сравнительно короткая. Темя с двумя глазками. Вертлуги задних ног крупные. Надкрылья короткие. Вид был впервые описан в 2010 году латвийским энтомологом Алексеем Шавриным (Institute of Systematic Biology, Даугавпилсский университет) по материалам из Таджикистана, собранным на высоте 1200—1300 м. Видовое название дано в честь профессора Arvids Barševskis (Даугавпилс, Латвия).